# Макгил (Невада)
Макгил (енгл. McGill) насељено је место без административног статуса у америчкој савезној држави Невада.

## Демографија
По попису из 2010. године број становника је 1.148, што је 94 (8,9%) становника више него 2000. године.
| Група             | 2000.       | 2010.       |
| Белци             | 943 (89,5%) | 985 (85,8%) |
| Афроамериканци    | 0 (0,0%)    | 6 (0,5%)    |
| Азијати           | 2 (0,2%)    | 4 (0,3%)    |
| Хиспаноамериканци | 71 (6,7%)   | 110 (9,6%)  |
| Укупно            | 1.054       | 1.148       |